# Tinta

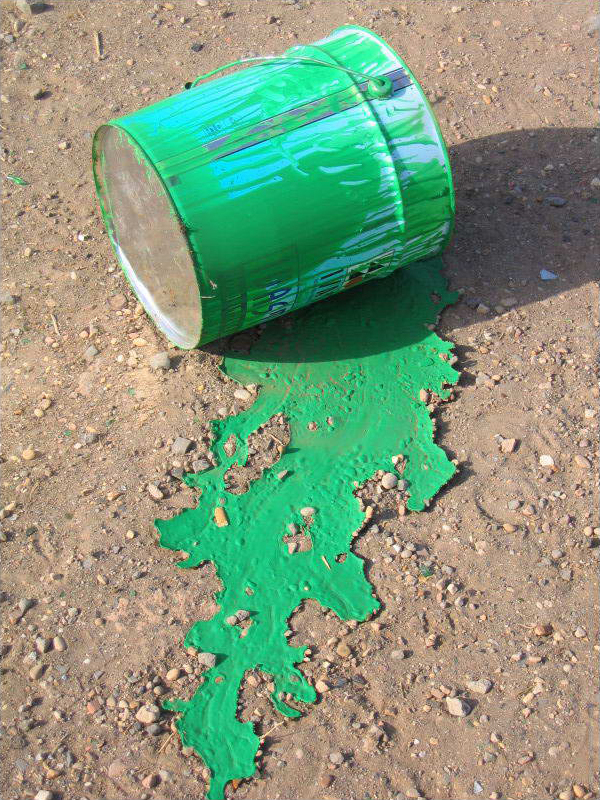
Tinta verde.

Tinta refere-se a vários produtos (líquidos, viscosos ou sólidos em pó) quando aplicados a um substrato como uma fina camada, se converte num filme sólido opaco, usadas para proteger e dar cor a objectos ou superfícies.
A tinta é muito comum e aplica-se a praticamente qualquer tipo de objectos. Usa-se para produzir arte; na indústria: estruturas metálicas, produção de automóveis, equipamentos, tubulações, produtos eletro-eletrónicos; como protecção anticorrosiva; na construção civil: em paredes interiores, em superfícies exteriores, expostas às condições meteorológicas; um grande número de aplicações actuais e futuras, como frascos utilizados para perfumes e maquiagens.

## História
As primeiras utilizações de tintas datam de há 40 000 anos atrás quando os primeiros Homo sapiens pintaram nas paredes das cavernas figura recorrendo a pigmentos de ocre, hematita, óxido de manganês e carvão vegetal.
As paredes antigas de Dendera no Egipto que estiveram expostas aos elementos durante milhares de anos, ainda possuem cores brilhantes e vivas tal quando foram pintadas 2 000 anos atrás. Os egípcios misturavam os pigmentos com uma substância pastosa e aplicavam-nas separadas umas das outras sem qualquer mistura. Eles usavam seis cores: branco, preto, vermelho, amarelo, azul e verde. Primeiramente cobriam a área com branco, depois desenhavam o esboço a negro. Eles usavam tetróxido de chumbo para a cor vermelha, geralmente com um tom bastante escuro.
Plínio, o Velho menciona tetos pintados na cidade de Ardea, que teriam sido feitos antes da fundação de Roma, mencionando a sua surpresa e admiração pela sua frescura após tantos séculos passados. Nos tempos antigos, a tinta era feita a partir da gema do ovo que endurecia, ficando colada à superfície. Os pigmentos provinham de plantas, areias e outros compostos presentes no solo.
Os indígenas brasileiros obtinham tintas da flora nativa para ornamentar o corpo para festas, guerras e funerais ou para proteção contra insetos: o branco da tabatinga, o encarnado do araribá, do pau-brasil e do urucum, o preto do jenipapo e o amarelo da tatajuba.

## Componentes

### Pigmentos

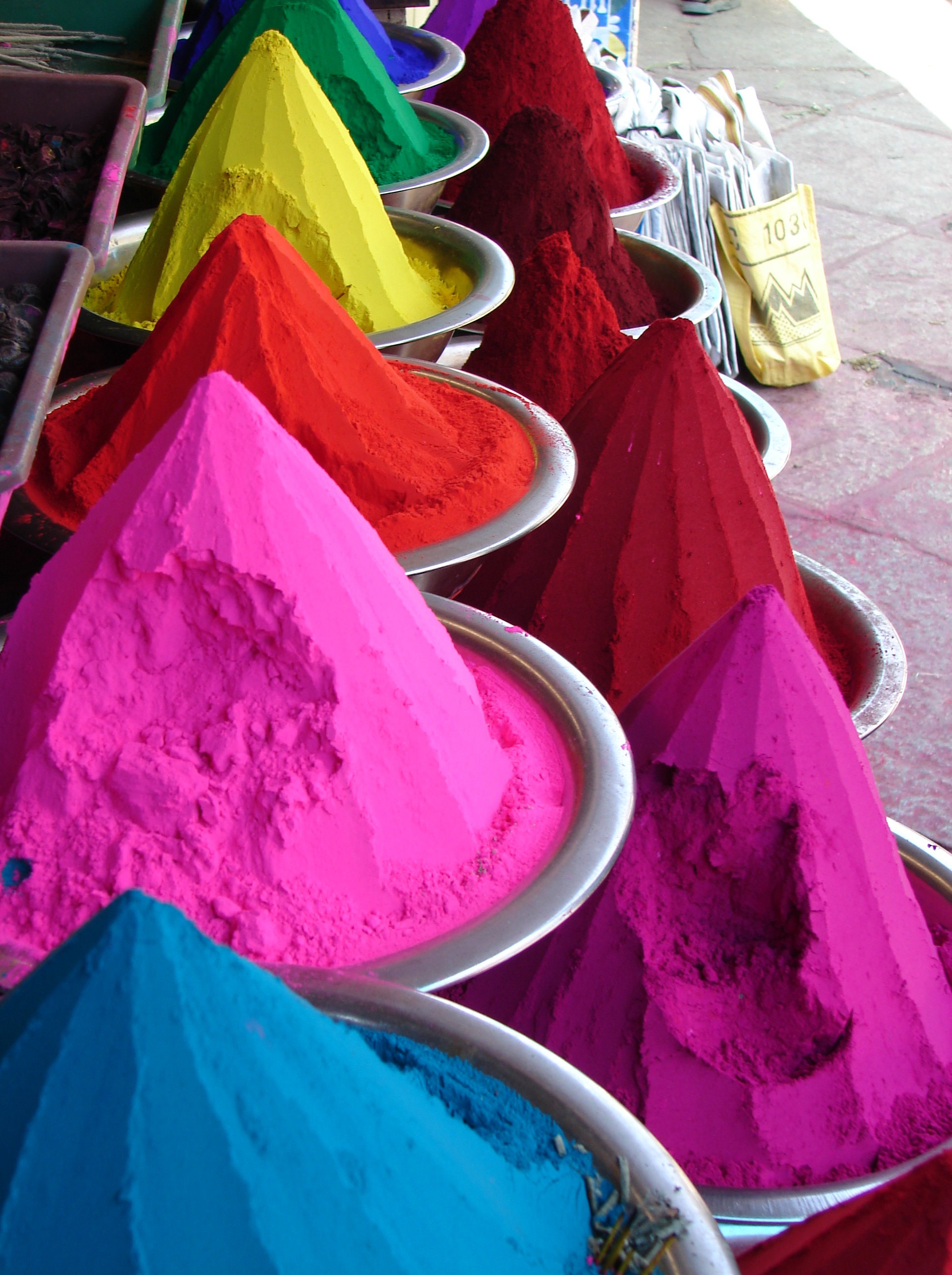
Pigmentos num mercado Indiano

Os pigmentos são sólidos granulares que numa tinta contribuem para a cor, tenacidade, textura, ou simplesmente para reduzir o custo da tinta (Neste caso é denominado de “Carga”). Em alternativa, algumas tintas possuem apenas corantes ou uma combinação de corante e pigmentos.
Os pigmentos podem ser classificados em naturais ou sintéticos. Os pigmentos naturais incluem vários tipos de argilas, carbonatos de cálcio, mica, sílicas e talcos. Os pigmentos sintéticos incluem as moléculas orgânicas fabricadas pelo homem, argilas calcinadas e sílicas sintéticas.
Os pigmentos opacos, para além da sua função decorativa, também conferem proteção ao substrato, ao impedirem os efeitos nocivos dos raios ultravioleta. Este tipo de pigmentos incluem o dióxido de titânio, óxido de ferro, etc.
As cargas são um tipo especial de pigmentos que apenas servem para dar espessura ao filme de tinta, apoiar a sua estrutura, ou para simplesmente aumentar o volume da tinta. As cargas são sempre constituídas por materiais inertes baratos, como as terras diatomáceas, talco, cal, argila, etc. As tintas destinadas a pavimentos sujeitos a abrasão podem conter cargas de areia de quartzo.
Alguns dos pigmentos podem ser tóxicos, tais como os pigmentos à base de chumbo ou de estanho, hoje em dia proibidos.

### Resina
A resina, também conhecida por ligante ou veículo, é o componente que vai formar o filme seco. É o único componente que tem de estar presente.
A resina confere aderência, liga os pigmentos e influencia fortemente propriedades da tinta, como o brilho, durabilidade exterior, flexibilidade e tenacidade.
As resinas podem ser sintéticas como os acrílicos, vinílicos, poliuretanos, poliésteres, epóxis, melaminas ou naturais como os óleos.
As resinas são classificadas de acordo com o mecanismo de cura (erradamente chamado de secagem). Os quatro mecanismos de cura mais comuns são a evaporação de solvente, reticulação cruzada, polimerização e coalescência.
É preciso ter em consideração que secagem e mecanismo de cura são processos distintos. Genericamente, a Secagem refere-se à evaporação do solvente ou diluente. A cura refere-se à polimerização da resina. Dependendo da estrutura química ou composição, uma tinta em particular pode usar um ou outro processo ou até mesmo ambos.
As tintas que curam por simples evaporação do solvente e contêm uma resina dissolvida num solvente são chamadas de esmaltes. Devido ao facto de o filme sólido que se forma após evaporação do solvente poder ser novamente dissolvido pelo solvente, os esmaltes não são adequados em aplicações onde a resistência química da tinta é importante. No entanto possuem uma boa resistência aos raios ultravioleta.
A tinta de látex é uma dispersão em água de partículas de polímero sub-micrométricas. No contexto das tintas latéx significa apenas uma dispersão aquosa. A borracha natural (látex) não se encontra presente na formulação. Estas emulsões são preparadas por polimerização em emulsão. As tintas de látex curam por um processo chamado de coalescência, onde em primeiro lugar o solvente se evapora e ao evaporar-se junta e amolece as partículas do ligante, que se fundem em estruturas irreversíveis que não se voltam a redissolver no seu solvente original (Água).
Tintas que curam por reticulação oxidativa apresentam-se geralmente numa única embalagem que, uma vez aplicada, a exposição ao oxigénio do ar inicia um processo que reticula e polimeriza o composto presente no ligante. Os esmaltes alquídicos clássicos caem nesta categoria. Tintas de cura oxidativa são catalisadas por secantes metálicos complexos como o naftanato de cobalto.
Tintas que curam por polimerização catalítica apresentam-se geralmente em duas embalagens. Estas tintas polimerizam por meio de uma reacção química iniciada pela mistura da resina com o endurecedor e curam formando uma estrutura plástica dura. Dependendo da composição elas podem necessitar de em primeiro lugar secar o solvente. Os epóxis e poliuretanos bi componentes caem nesta categoria.
Existem ainda outros filmes de tinta formada pelo arrefecimento do ligante, como é o caso das tintas encaústicas ou tintas de cera, as quais são liquidas quando aquecidas e secas e duras após arrefecimento. Em muitos casos este tipo de tintas liquefazem-se quando novamente aquecidas.
Requisitos ambientais recentes, restringem a utilização de compostos orgânicos voláteis (COV) devido à sua característica prejudicial à saúde humana. Por causa disso outros meios de cura foram sendo desenvolvidos, particularmente para utilizações industriais. Nas tintas que curam por acção dos raios ultravioleta, o solvente evapora-se em primeiro lugar e o endurecimento é então iniciado por acção da luz ultravioleta. No caso das tintas em pó não existe qualquer espécie de solvente e a fluidez e a cura são produzidos por calor através do aquecimento do substrato após a aplicação eletroestáctica

### Solvente
O principal objetivo do solvente é ajustar as propriedades de cura e a viscosidade da tinta. É volátil e não se torna parte do filme seco da tinta. Também controla a reologia e as propriedades da aplicação e afecta a estabilidades da tinta enquanto esta se encontra no estado líquido. A sua função principal é funcionar como transportador dos componentes não voláteis.
De modo a dispersar os óleos pesados (óleo de linhaça) é necessário usar, nas tintas para o interior de casas um óleo mais fino. Estas substâncias voláteis transmitem as suas propriedades temporariamente. Assim que o solvente se evapora os restantes componentes ficam fixados na superfície.
O solvente é um componente opcional numa tinta. Existem tintas que não o possuem.
A água é o principal solvente das tintas de base aquosa.
As tintas de base solvente podem ter várias combinações de solventes como diluente, que podem incluir alifáticos, aromáticos, alcoóis, cetonas e éter de petróleo. Estes incluem solventes orgânicos como aguarrás, ésteres, glicois, éteres, etc.
Em certas aplicações, resinas sintécticas de baixo massa molecular também são usadas como diluentes. Tais solventes são usados quando são desejadas resistência à água, gordura, etc.

### Aditivos
Para além das três categorias principais de ingredientes, a tinta pode possuir uma grande variedade de aditivos, que são usados em pequenas quantidades e providenciam um grande efeito no produto. Alguns exemplos incluem aditivos para modificar a tensão superficial, melhorar propriedades do fluxo, melhorar a aparência final, melhorar a estabilidades dos pigmentos, conferir propriedades anticongelantes, antiespuma, controlo da pele, etc. Outro tipo de aditivos incluem catalisadores, espessantes, estabilizadores, emulsionadores, textura, promotores de aderência, estabilizadores ultravioleta, agentes biocidas, etc. Os aditivos não alteram significativamente as percentagens dos componentes individuais numa formulação
 

## Tinta que altera a cor
Existem várias tecnologias que fazem com que uma tinta possa mudar de cor.
Tintas termocrómicas e tintas que contêm material que muda de cor se for aplicada temperatura. Cristais líquidos têm sido usados em tais tintas, tal como em termómetros colorimétricos.
Tintas fotocrómicas contêm pigmentos que mudam de conformação quando são expostas à radiação ultravioleta. Este tipo de matérias são empregues em lentes de óculos.
Tintas electrocrómicas mudam a cor em resposta a uma corrente eléctrica aplicada. O fabricante de automóveis Nissan desenvolve uma tinta electrocrómica para ser usada em automóveis baseada em partículas paramagnéticas. Quando sujeitas a um campo electromagnético, estas partículas mudam o seu espaçamento, modificando a sua cor e as suas propriedades de reflexão. O campo electromagnético é formado usando o metal da própria carroçaria do automóvel
Este tipo de tintas, usando uma tecnologia diferente, pode ser empregue em superfícies plásticas. Neste caso a alteração da cor envolve o uso de corrente eléctrica através do próprio filme.

## Arte
Desde o tempo da Renascença que tintas à base de óleos secativos, principalmente linhaça são as mais usadas nas aplicações em Belas-Artes; as tintas de óleo continuam a ser muito comuns actualmente. No entanto no século XX, tintas à base de água como aquarela e acrílico tornaram-se muito populares com o desenvolvimento do acrilico e outras tintas de látex. Tintas à base de caseína foram muito populares no século XIX e ainda existem atualmente. Têmpera, que é uma emulsão de gema de ovo com óleo, é ainda hoje usada, tal como a cera encáustica. O guache é uma variedade de aquarela opaca que vem sendo usada desde a Idade Média e é genericamente composto por um pigmento misturado com uma resina (goma arábica ou clara do ovo).

## Meios e Métodos de Aplicação
A tinta pode ser aplicada em estado sólido, sob a forma de suspensão gasosa ou em estado líquido. As técnicas variam dependendo da prática ou dos resultados desejados.

### Estado Sólido
Em estado sólido (em aplicações industriais e do ramo automóvel) a tinta é aplicada sob a forma de um pó extremamente fino que depois é “cozido” a altas temperaturas (160˚C-200˚C). Esta acção funde o pó e faz com que ele adira à superfície. As razões prendem-se com a química da tinta, a superfície e a própria química do substrato. Esse tipo de tinta é comummente conhecida por tinta em pó e a sua aplicação é denominada lacagem.

### Aerossol
Como suspensão gasosa, a tinta passa a alta-pressão numa pistola que a projecta sobre a superfície a pintar. A causa para esta situação prende-se com as seguintes razões:
- o mecanismo de aplicação é o ar e por isso nenhum objecto sólido alguma vez se introduz entre o objecto e a pistola;
- a distribuição da tinta é muito uniforme e por isso não existem texturas na superfície;
- é possível aplicar pequenas quantidades de tinta;
- algumas reacções químicas na tinta envolvem a orientação das moléculas da tinta.

### Estado Líquido
Em meio líquido, a aplicação pode ser feita directamente através de mergulho das peças em tinta, cortina, trinchas, rolos, espátulas e outros instrumentos como bonecas (pedaços de tecido), luvas e os próprios dedos da mão.

### Pincel
O pincel é o método mais comum de aplicação de tinta em arte. Industrialmente, e por ser o método menos produtivo (7–35 m²/8 h) é sobretudo usada na aplicação de pequenas áreas, bordas, cantos e zonas de difícil acesso. A trincha (pincel largo) é muito adequada para a aplicação de primários, pois a trincha força a tinta a entrar nos poros e pequenas irregularidades da superfície, sobretudo em soldaduras de estruturas metálicas onde confere uma boa penetração da tinta primária.
Os pelos de um pincel/trincha podem ser naturais, de maior qualidade, ou sintéticos. Os pelos naturais têm excelente resistência aos solventes, o que não sucede com os sintéticos

### Rolo
A pintura com rolo é adequada em áreas planas onde a aparência final da não é muito exigente.
No entanto a penetração e molhagem de superfícies difíceis é melhor conseguida com trincha. Por esse motivo, a aplicação de primários com rolo é fortemente desaconselhada.
O rolo de pintura consiste num cilindro de baquelite com um felpo colado. Este pode ser feito de lã de ovelha, mohair ou fibras sintéticas.
A altura das fibras pode variar entre os 5 e os 30 mm, quanto maior for o comprimento das fibras, maior a quantidade de tinta aplicada, mas pior o aspecto final.
Os rolos possuem diferentes pegas, que permitem a montagem de varas de diferentes comprimentos, permitindo assim a pintura a diferentes alturas.
Em termos produtivos e dependendo da superfície a pintar, o rolo de pintura permite produções entre 175 a 400 m² por 8h de trabalho.
O rolo de pintura é muito usado em situações onde a pintura por pulverização (a pistola) é desaconselhada e/ou proibida (meios urbanos, estruturas metálicas já montadas, etc.). A pintura por rolo é o método mais utilizado em construção civil, pois para além dos factores atrás apresentados, os rolos de pintura permitem a aplicação de padrões na superfície pintada e também a aplicação da chamada “tinta de areia”.

### Pintura por Projecção

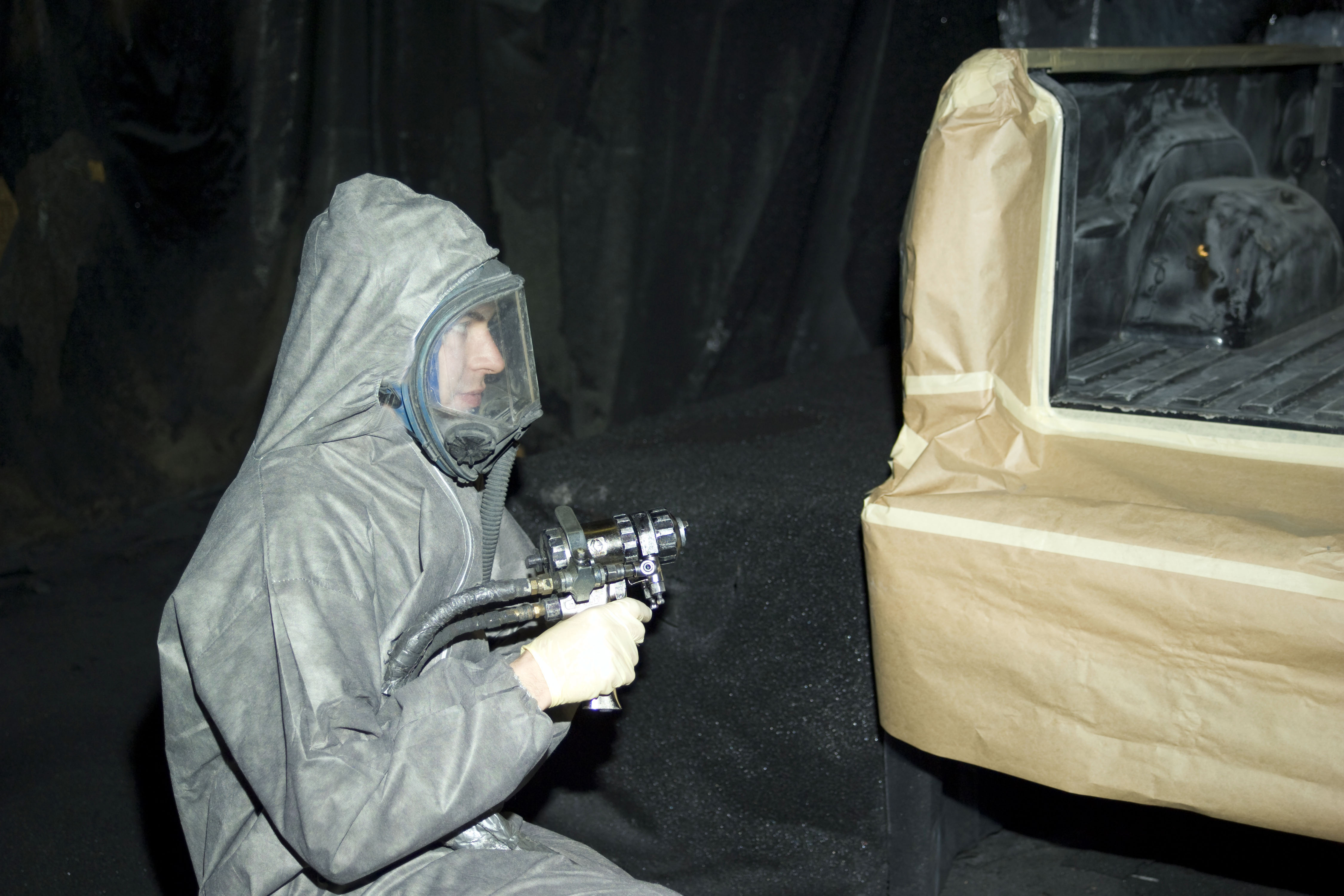
Pintura à Pistola

Na pintura por projecção, a tinta líquida é transformada em aerossol e projectada sobre a superfície a pintar. Existem 3 métodos de pintura por projecção, convencional, airless e electroestática, se bem que nesse último método também seja usado para a pintura com tinta em pó. É a forma mais usada para a aplicação industrial de tinta, devido à sua qualidade de acabamento e capacidade de produção.
Projecção Convencional

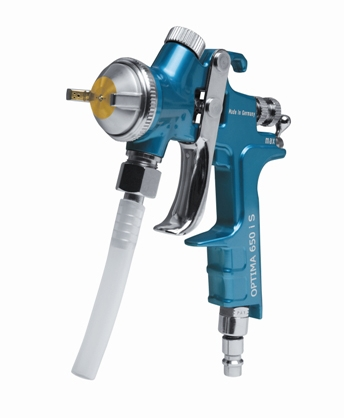
Pintura Convencional

Na projecção convencional, é usada uma pistola de pintura onde um jacto de ar comprimido é introduzido no fluxo de tinta no bico da pistola provocando a atomização da tinta líquida em finas partículas, as quais são projectadas, pelo próprio fluxo de ar até à superfície a pintar. Este tipo de método de pintura obriga a que a instalação de ar comprimido seja equipada com elementos de purificação de ar como secadores de ar e separadores de óleo.
A pressão de atomização numa pistola convencional situa-se entre 0,1 e 0,7 MPa (1 e 7 bar) .
A capacidade de produção de uma pistola convencional situa-se entre 400 a 750 m² por 8h de trabalho.
Projecção "Airless". Na projecção airless, como o nome indica, não há qualquer contacto entre a tinta e o ar comprimido. Esse, porém tem a missão de accionar uma bomba hidráulica que vai pressurizar a tinta e alimentá-la à pistola de pintura e fazê-la passar através do bico de pintura. Quando a tinta passa o bico, sofre uma abrupta queda de pressão e este facto fá-la atomizar em partículas muito finas. A velocidade do spray é de tal forma elevada que a tinta chega facilmente à superfície a pintar.
A pressão de atomização situa-se entre 10 e 40 MPa (100 e 400 bar).
A capacidade de produção de um pintor com pistola airless varia entre 750 a 1150 m² por 8h de trabalho.
Existe ainda uma combinação do sistema convencional com o sistema airless, conhecido pelo seu acrónimo inglês HVLP – high volume-low pressure, alto volume-baixa pressão, no qual o ar comprimido é usado tanto para pressurizar a tinta como para ajudar à atomização no bico da pistola e é actualmente o método mais usado para pequenas áreas de pintura com requisitos de elevada qualidade como são o caso dos automóveis.
Projecção Electroestática. O princípio para a projecção eletroestática consiste em carregar eletrostaticamente a tinta ou o verniz com uma voltagem electrónica criada por um gerador de alta-voltagem, a qual é projectada sobre a superfície a pintar que se encontra ligada à terra, fazendo com que as partículas de tinta (carregadas positivamente) sejam atraídas pela diferença de potencial à superfície a pintar. Este tipo de sistema pode ter por base um sistema de projecção convencional ou airless. Devido ao efeito da gaiola de Faraday, que se manifesta com a repulsão das partículas de tinta em zonas muito próximas uma da outra, como no caso dos cantos interiores de uma peça, um sistema de pintura electroestática tem de ter sempre uma pistola não eletroestática  para colmatar estas deficiências.
Existe uma variação que consiste em conjugar a força centrifuga e o poder eletroestático, através da utilização de campânulas ou discos de alta-rotação.
O sistema eletroestático é particularmente adequado para instalações automáticas robotizadas onde são pintadas peças de produção em massa e componentes com uma geometria complicada.
Devido à atracção tinta/superfície o montante de perda de tinta é muito reduzido quando comparado com os outros métodos de pintura por projecção.

### Pintura por mergulho
A pintura por mergulho consiste em mergulhar uma peça num banho de tinta. Foi bastante usado antigamente, mas devido a problemas de qualidade (escorridos de tinta) encontra-se hoje em dia confinado a técnicas de pintura electroforéticas. Neste tipo de pintura, existe uma diferença de potencial eléctrico entre as partículas de tinta presentes no banho e as peças a pintar (cataforese quando as partículas de tinta se dirigem para o polo negativo e anaforese quando se dirigem para o pólo positivo) que faz com que a tinta adira à superfície. A partir de uma determinada espessura de tinta, esta actua como isolante, inibindo a continuação do processo. As peças saem do banho e são lavadas e curadas numa estufa.

### Pintura por cortina
A pintura por cortina consiste da passagem de peças através de uma cortina de tinta ou verniz. É um método de elevada produção mas encontra-se restringido a componentes de reduzidas dimensões, e que só necessitam de ser pintados de um dos lados. Exemplo: envernizamento de logótipos, marcas e modelos de automóveis

## Defeitos na aplicação de tinta

### Bolhas

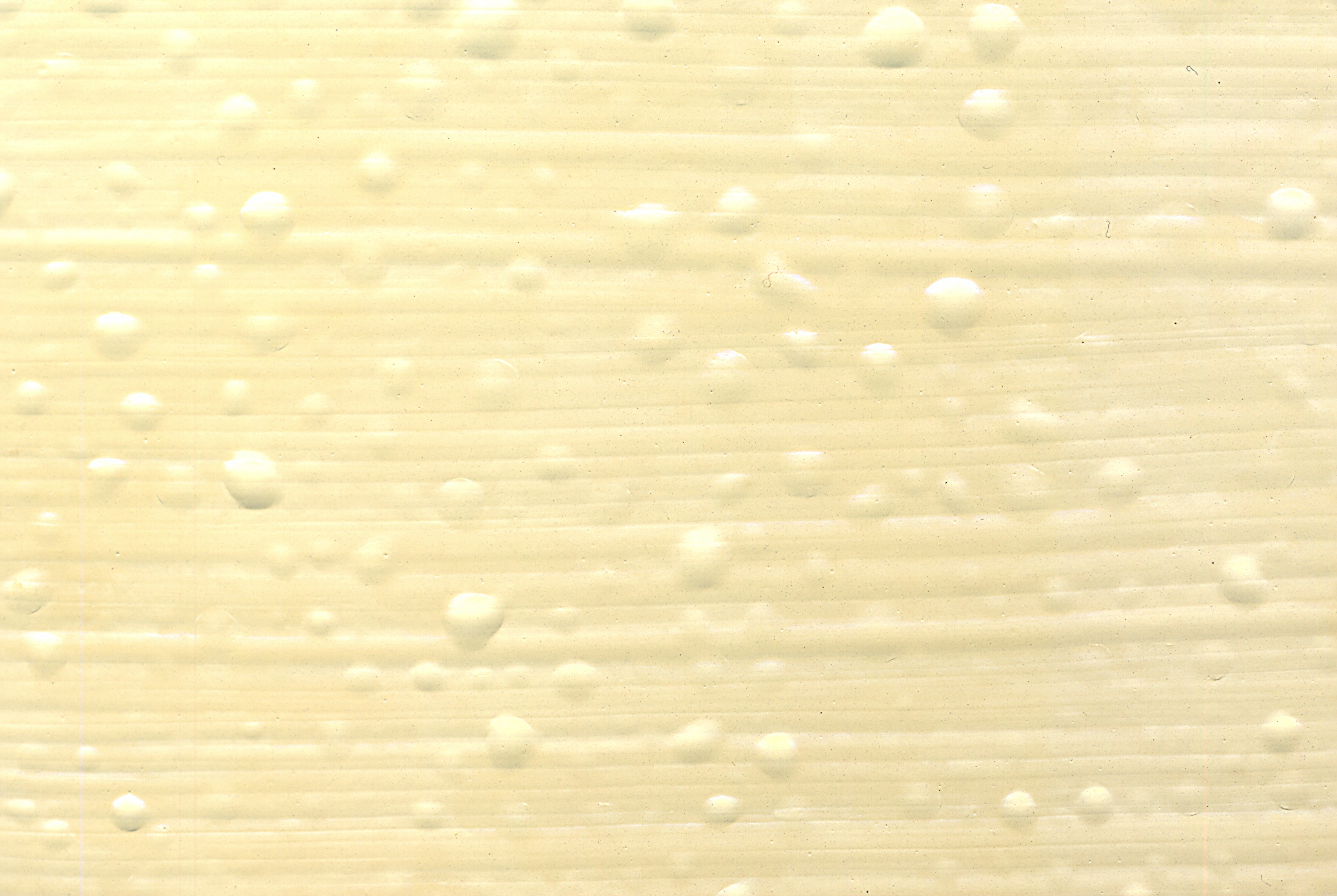
Bolhas

Também conhecido por empolamento. Aparecem na superfície da tinta imediatamente após secagem ou apenas após alguns meses.
Causas
Podem ser várias:
- encapsulamento de ar na tinta devido a excesso de agitação na preparação;
- em caso de pintura à pistola, ar no sistema de bombagem;
- secagem superficial rápida do filme (retenção de solvente);
- uso de diluentes de evaporação rápida;
- superfície mal preparada ou oleosa;
- excesso de humidade no substrato ou ambiente;
- solvente retido no substrato devido à secagem rápida da tinta;
- contaminantes entre demãos de tintas ou no substrato;
- formação devido ao processo de osmose (sal na superfície).

Correcção
- Após secagem, remover as bolhas mecanicamente, lixar as partes afectadas, preparar a superfície e repintar conforme a especificação técnica;

### Fissuração

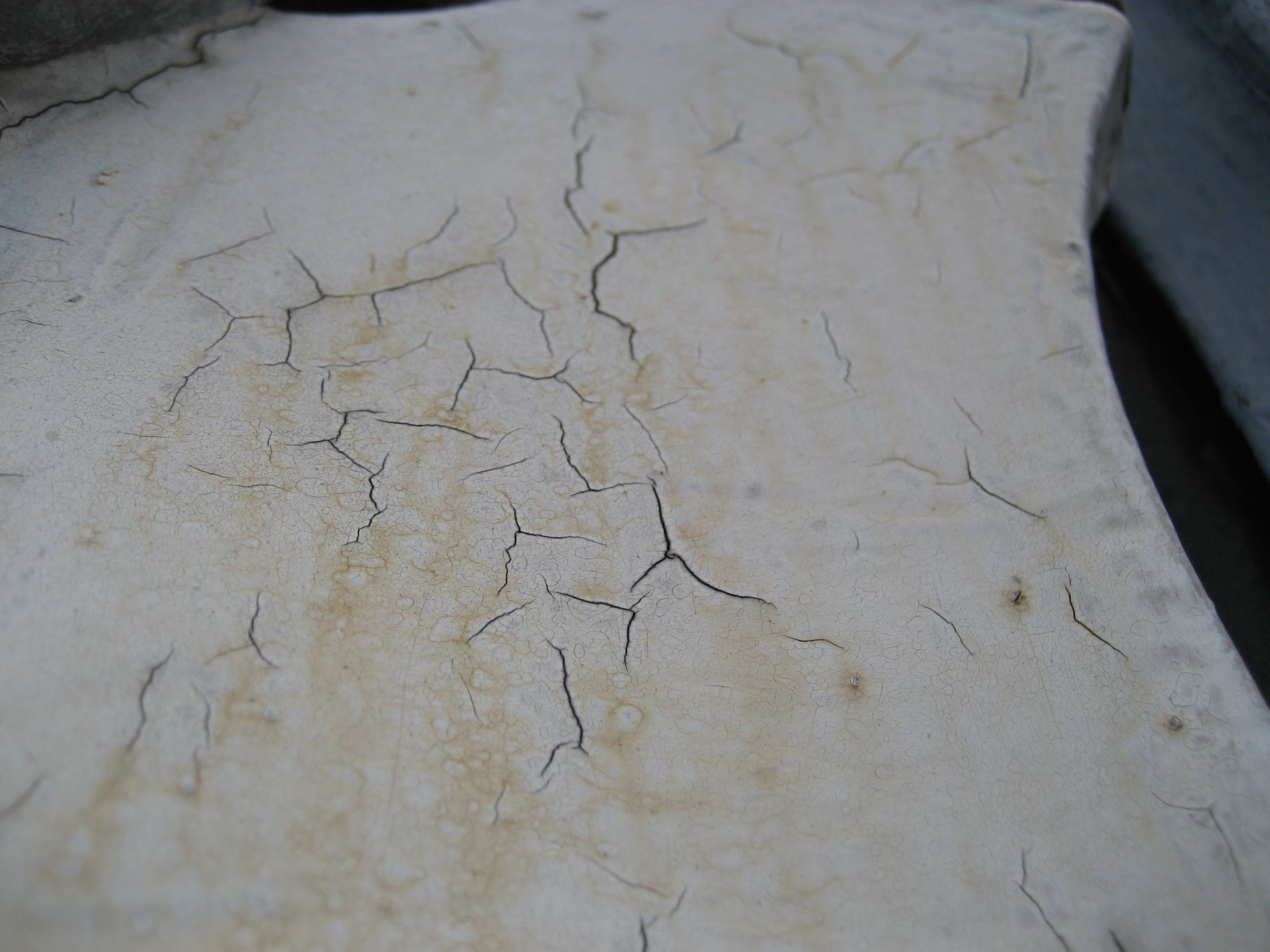
Película de tinta fissurada

A fissuração (português europeu) ou descascamento (português brasileiro)consiste na quebra do filme de tinta após secagem. Defeito também conhecido por pele de crocodilo ou gretamento.

Causas
Podem ser várias:
- inabilidade do pintor;
- aplicação de espessura elevada no caso tintas de etilsilicato de zinco;
- secagem superficial rápida, enquanto a película continua pastosa por retenção do diluente;
- camada muito espessa;
- diluição inadequada;
- não observância dos intervalos entre aplicações;
- aplicação de uma tinta muito dura sobre tintas e/ou substratos mais flexíveis.

Correcção
- remoção da tinta afectada e reposição do esquema. No caso de tintas de etilsilicato de zinco, remoção total por decapagem por jacto abrasivo.

### Levantamento

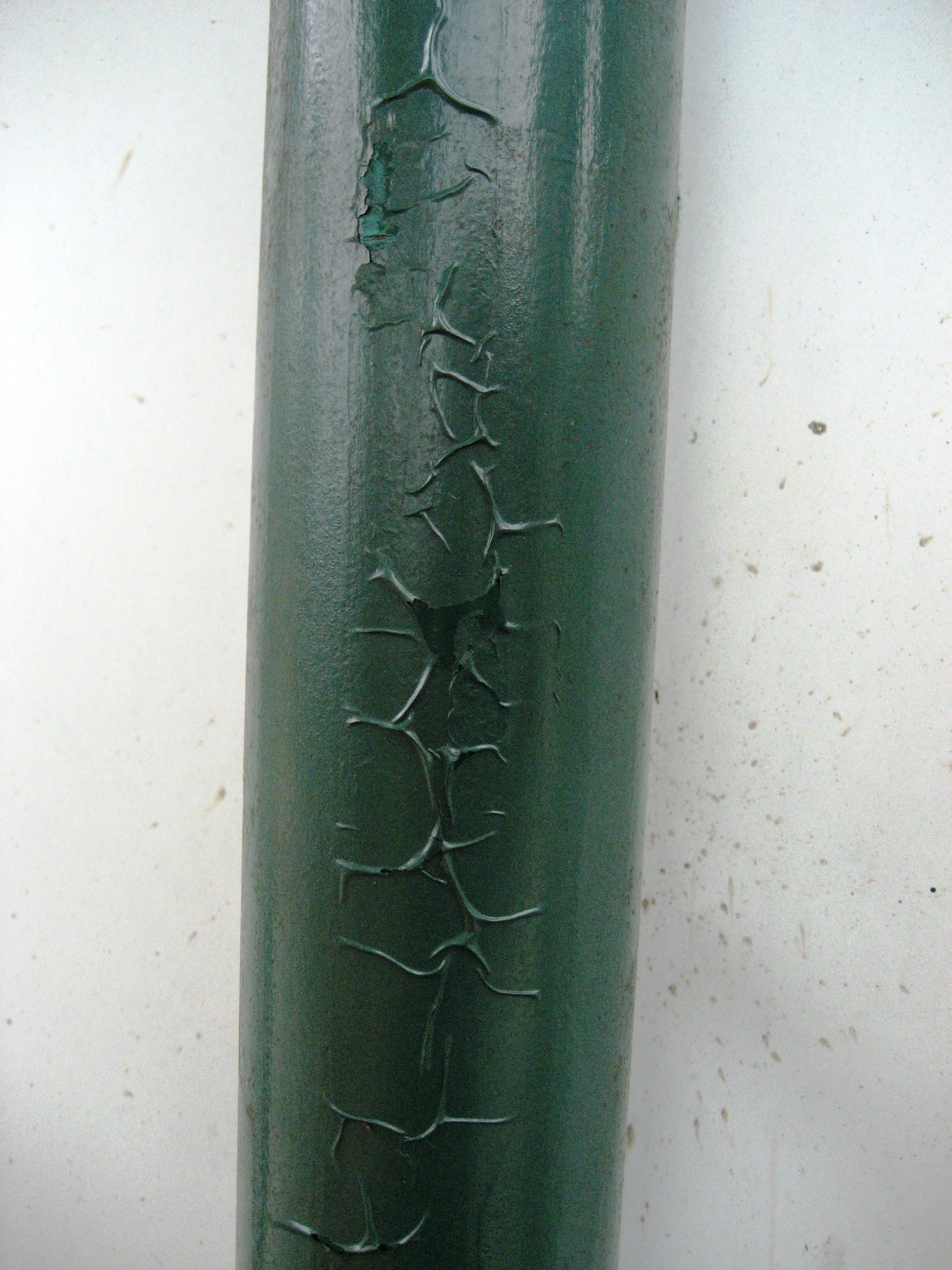
Pelicula de tinta levantada

Defeito que também é conhecido por enrugamento.
Causas
Esse defeito ocorre quando se aplica uma tinta com solventes fortes (tintas epoxídicas) sobre uma tinta alquídica ou que oxida ao ar, aplicada recentemente. Ao estar em contacto com o solvente forte começa a dissolver, “enrrugando”. Após algum tempo levanta e grandes áreas podem perder a aderência ao substrato.
Esse defeito também ocorre quando a última camada é aplicada antes da anterior ter curado completamente.
Correcção
- após secar, lixar toda a zona afectada, preparar a superfície e repintar com uma tinta compatível;
- se necessário remover todas as camadas de tinta.
- respeitar os tempos de cura

### Falta de Aderência
Falta de aderência (português europeu) ou descascamento (português brasileiro) consiste na separação total ou zonal da tinta do substrato ou entre camadas de tinta.
Causas

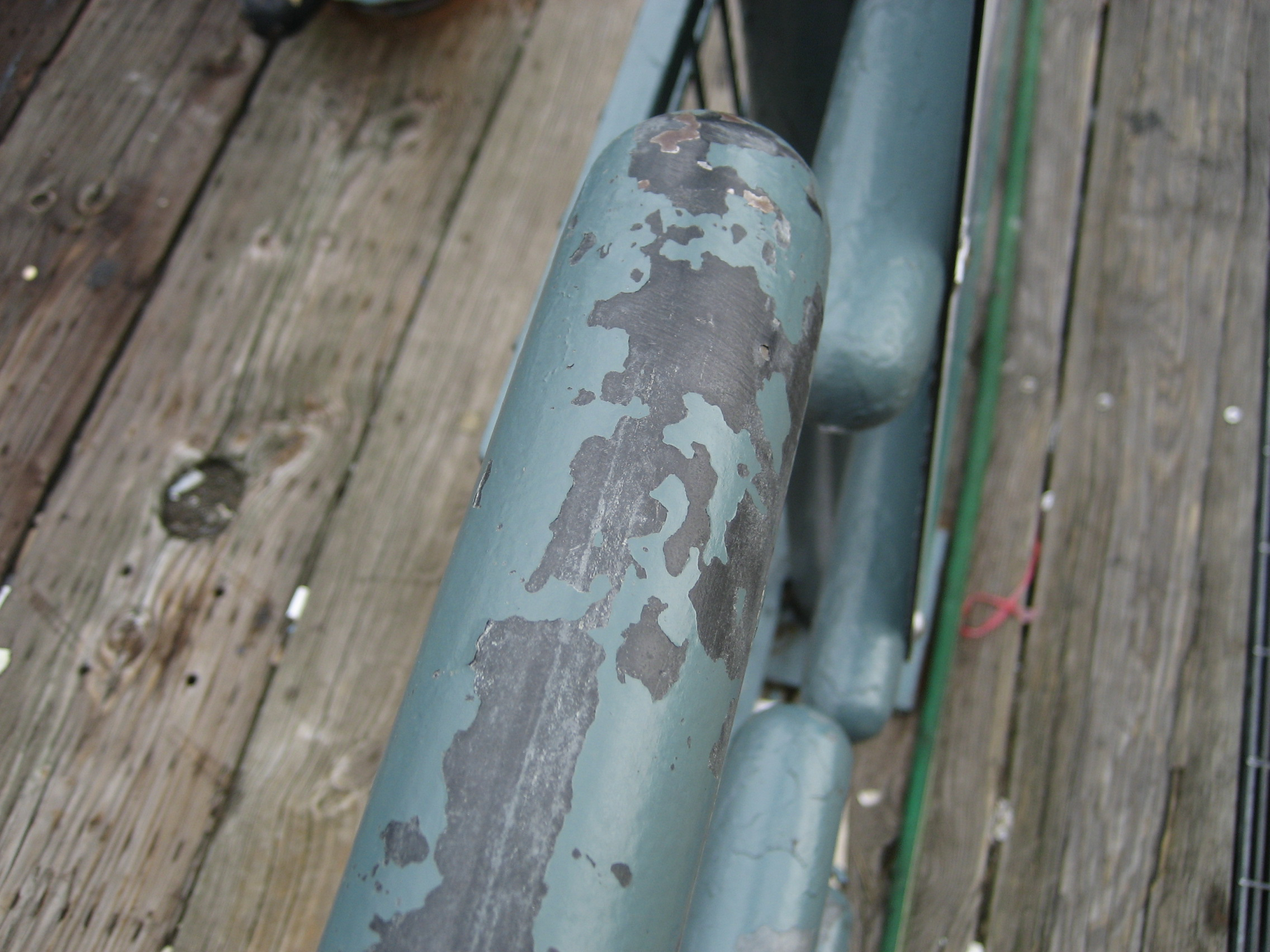
Falta de aderência (superfície mal preparada)

Podem ser várias e com origens muito diferentes
- superfície mal preparada, contaminada com gorduras ou partículas sólidas soltas ou contaminação que ocorra após a preparação da superfície;
- umidade no substrato, a qual, sob efeito do calor, passa ao estado de vapor, pressionando o filme de tinta, que se desprende assim do substrato;
- pintura sobre superfície quente;
- reacção da tinta com o substrato em tintas à base de água;
- rugosidade inadequada (pouca rugosidade);
- incompatibilidade entre tintas – aplicação de tinta alquídica sobre superfícies com zinco (saponificação da tinta);
- inobservância dos intervalos para repintura, especialmente em tintas que curam por polimerização;
- contaminação da superfície entre demãos

Correcção
- controlar o perfil de rugosidade;
- eliminar partículas sólidas soltas;
- medir a temperatura do substrato;
- rever possíveis pontos de contaminação durante o manuseio da peça;
- ajustar a viscosidade de maneira a garantir a tensão superficial baixa pra uma completa umectação da superfície;
- não aplicar tintas incompatíveis com a camada anterior ou com o substrato;
- nunca usar tintas convencionais sobre superfícies com uma temperatura acima de 40 ˚C.

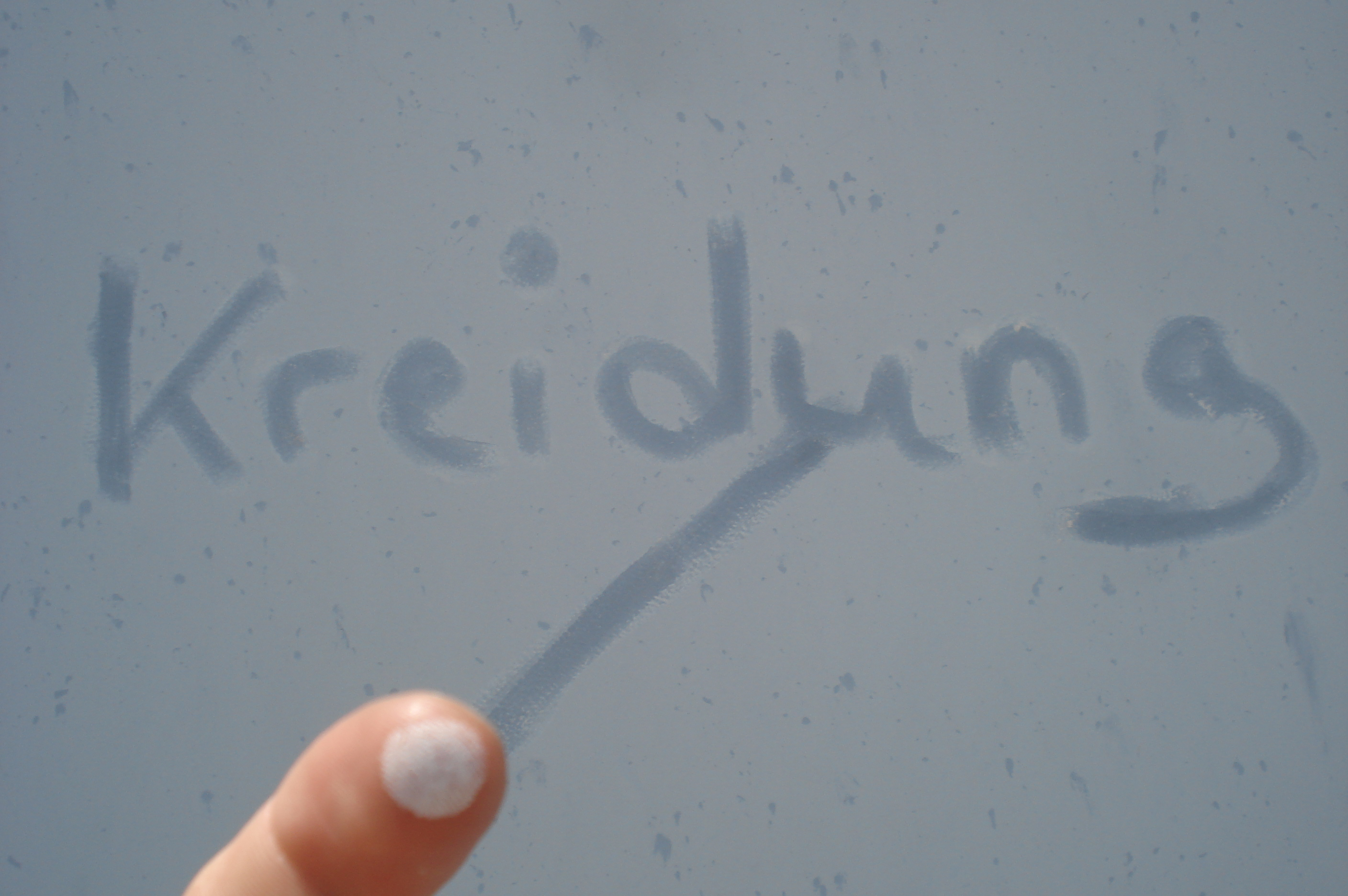
Farinação de tinta

Farinação (português europeu) ou gizamento (português brasileiro) é um defeito numa tinta que se reconhece quando, ao passar o dedo pela superfície pintada este fica com um pó fino e esbranquiçado na sua superfície, pó esse que é muito parecido com farinha fina ou com o pó que se liberta quando escrevemos com giz, daí o nome farinação ou gizamento – do inglês chalking.
Causas
O aparecimento deste defeito indica que a resina se decompôs com o tempo devido às condições atmosféricas, nomeadamente a luz solar.
É um defeito comum quando se pinta a última camada do revestimento com tintas epoxídicas. O grupo epóxi decompõe-se ao fim de algum tempo, com a acção da luz solar. 
Por este motivo, hoje em dia é muito raro a utilização de tintas epoxídicas na última camada do sistema de pintura nos casos em que a estrutura pintada fica localizada ao ar livre.
Correcção
A correcção consiste da limpeza das superfícies afectadas, lixamento das mesmas para aumentar a aderência e aplicação de uma demão de tinta que resista à acção da luz solar (ex: tintas a base de poliuretano).

### Crateras

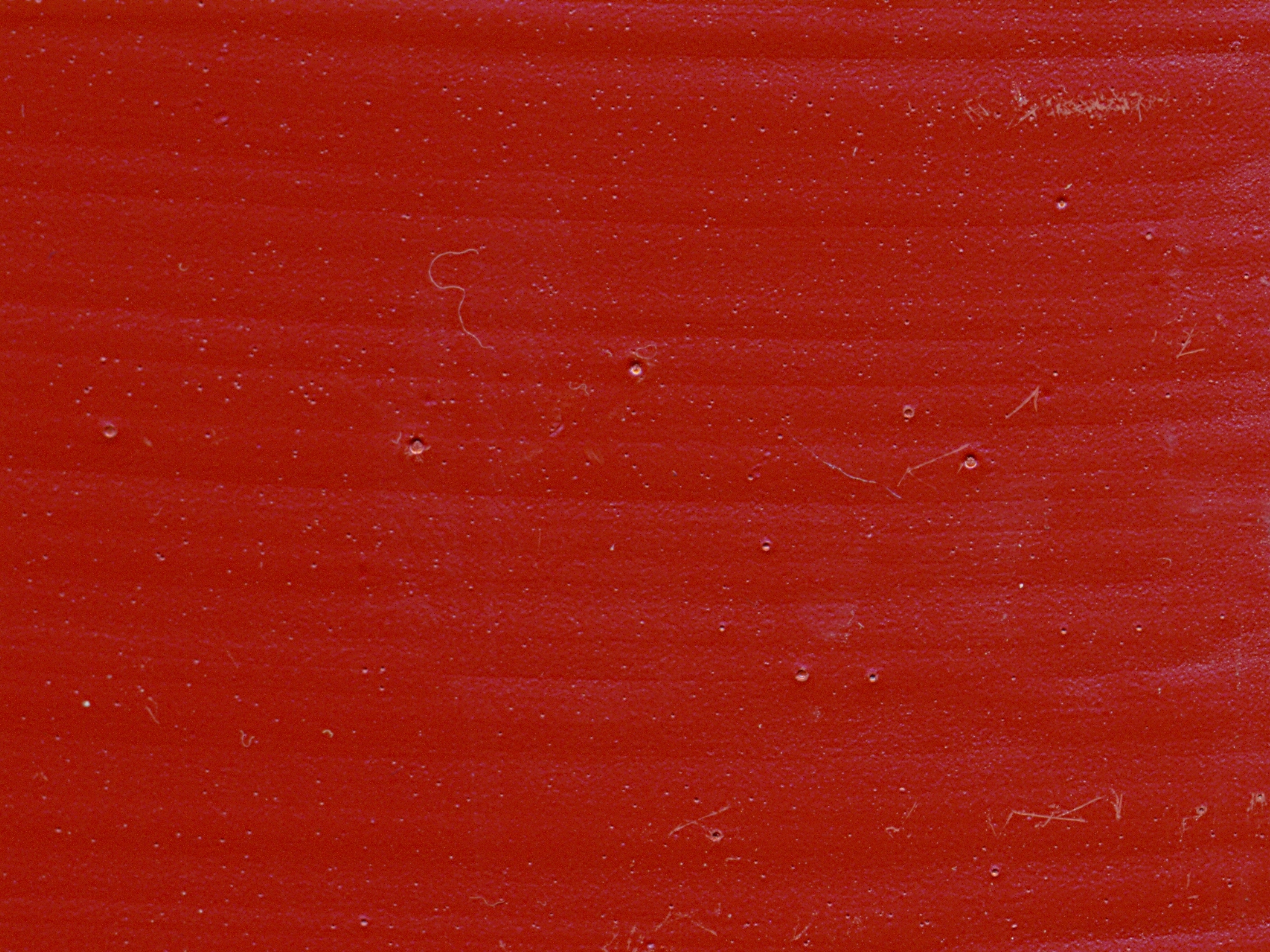
Cratera, olho de peixe e bicos de alfinete

Cratera é um defeito que se caracteriza por um buraco na superfície da película de tinta seca.
Causas
- ar que se liberta do filme de tinta após a aplicação de tinta. Situação que ocorre em substratos metalizados ou com etil silicato de zinco, que são filmes muito porosos e que retêm ar,É este ar que sai algum tempo após a aplicação de tinta, quando a maioria dos solventes já evaporou e o filme já não consegue voltar a ser coerente;
- solventes que se libertam do filme de tinta algum tempo após a aplicação de tinta devido à má mistura dos componentes da tinta.

Correcção
Após a secagem completa, lixar as zonas com crateras removendo todas as imperfeições repintar conforme a especificação técnica;

### Olho de Peixe

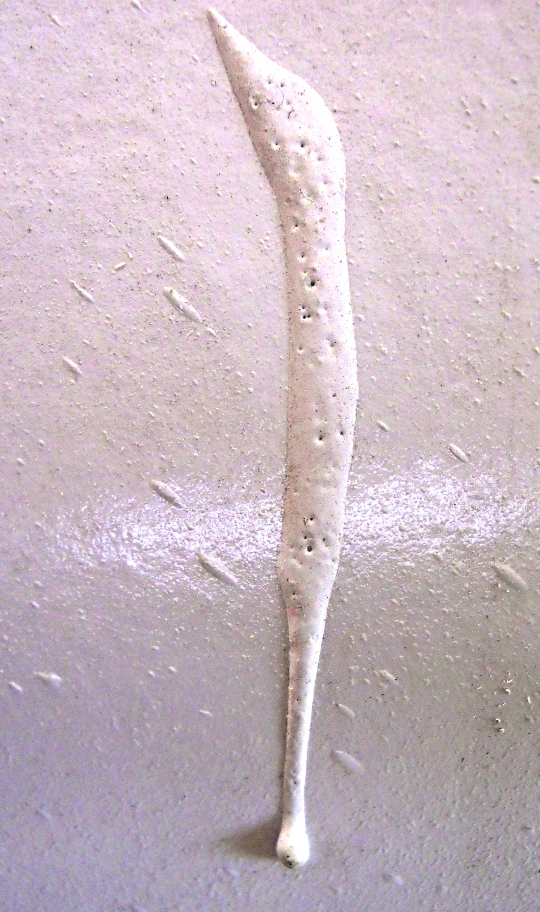
Escorrido com bicos de alfinete

Olhos-de-peixe é um pequeno defeito semelhante a uma cratera mas, ao contrário desta, existe uma aglomeração no seu centro, enquanto que nas imediações desse ponto a tinta foi repelida.
Causas
Contaminação da superfície com óleos, silicones e outras matérias gordurosas causados por:
- Contaminação da rede de ar comprimido com óleos;
Contaminação da superfície com silicones;
Contaminação da superfície com óleos e outras sujidade provenientes das mãos dos operários e/ou luvas de protecção sujas

Correcção
- Inspeccionar o sistema de ar comprimido fazendo o teste do lenço banco, caso se demonstre que este está contaminado então devemos purgá-lo ou aplicar purgadores nos ramais mais próximos das pistolas.
Após a secagem completa, eliminar a fonte de contaminação, lixar as zonas com crateras removendo todas as imperfeições, lavar com água e detergente repintar conforme a especificação técnica;

### Bicos de Alfinete
São pequenas crateras que alcançam a superfície do substrato metálico. Esse tipo de defeito pode ocorrer conjuntamente com crateras e bolhas.
Causas
Os bicos de alfinete podem ter várias causas como:
- ar ou solventes aprisionados no filme de tinta úmida que se escapam para a atmosfera quando a tinta ainda úmida mas que já não consegue voltar a formar um filme coerente;
- pintura à pistola sobre um substrato quente;
- pintura directa de uma camada espessa sobre um substrato metalizado ou pintado com etilsilicato de zinco;

Correcção
É impossível tapar os bicos de alfinete apenas com uma nova camada de tinta. A única correcção possível é lixar a superfície afectada até os bicos de alfinete desaparecerem e voltar a aplicar o esquema de pintura previsto. No caso de substratos metalizados ou pintados com etilsilicato de zinco, deve-se aplicar uma demão da tinta muito diluída (> 50% de diluição) para poder penetrar nos poros e expulsar o ar neles aprisionado e só então aplicar o esquema preconizado.

### Sangramento
O sangramento é um defeito que ocorre quando se aplica uma tinta branca sobre um substrato pintado com tintas pretas à base de asfalto betuminoso, alcatrão de hulha. Ao fim de algum tempo, a cor branca passa a um tom amarelo acastanhado.
Causas
O defeito apenas ocorre em tinta alquídicas, de borracha clorada ou epoxídicas aplicadas sobre substratos de asfalto betuminoso ou alcatrão de hulha que tenham sido recentemente aplicados e ainda contenham solventes. O solvente das matérias betuminosas difunde-se através do filme de tinta branca tornando-o amarelo ou acastanhado caso a cor fosse amarela.
Correcção
Se este defeito aparecer, é impossível a sua correcção. A única maneira de impedir o seu aparecimento é esperar o tempo suficiente para que o solvente dos substratos betuminosos se liberte e só então aplicar a camada subsequente.
É por esse motivo que a pintura das marcações de estrada, apenas ocorre mais de um mês depois de se aplicar o asfalto rodoviário.

### Casca de Laranja
É um defeito que resulta numa superfície parecida com uma casca de laranja e resulta de um formação de filme insuficiente que leva a que a superfície fique não uniforme com micro relevos.
Causas
Existem várias causas:
- atomização da tinta insuficiente;
- utilização de solventes de evaporação muito rápida:
- ambiente muito quente durante a pintura;
- viscosidade elevada da tinta;
- velocidade de aplicação e distância pistola-superfície incorrecta.
- pela falta de solventes

Correcção
Lixagem da superfície afectada e voltar a reaplicar a demão.